# Frank Rosenblatt
Frank Rosenblatt (Nova Iorque, 11 de julho de 1928 – Baía de Chesapeake, 11 de julho de 1971) foi um psicólogo estadunidense notável no campo da inteligência artificial, por vezes chamado de pai do aprendizado profundo por seu trabalho pioneiro em redes neurais artificiais e a criação do Perceptron.

## Vida e carreira
Rosenblatt nasceu em uma família judia em New Rochelle, Nova Iorque, filho de Dr. Frank e Katherine Rosenblatt.
Após se formar na Bronx High School of Science em 1946, frequentou a Universidade Cornell, onde obteve seu bacharelado em artes em 1950 e seu Ph.D. em 1956.
Para sua tese de doutorado, construiu um computador personalizado, o Electronic Profile Analyzing Computer (EPAC), para realizar análises multidimensionais para psicometria. Ele o utilizou entre 1951 e 1953 para analisar dados psicométricos coletados para sua tese de doutorado. Os dados foram coletados por meio de uma pesquisa paga, com 600 itens, com mais de 200 estudantes de graduação da Cornell. O custo computacional total foi de 2,5 milhões de operações aritméticas, necessitando também do uso de um IBM CPC. Foi dito que 15 minutos de processamento de dados levaram apenas 2 segundos.  (p32)
Posteriormente, ele se mudou para o Laboratório Aeronáutico Cornell em Buffalo, Nova York, onde foi sucessivamente psicólogo pesquisador, psicólogo sênior e chefe da seção de sistemas cognitivos. Foi lá que ele também conduziu o trabalho inicial sobre perceptrons, que culminou no desenvolvimento e construção de hardware em 1960 do Mark I Perceptron, essencialmente o primeiro computador que poderia aprender novas habilidades por tentativa e erro, usando um tipo de rede neural que simula processos de pensamento humano.
Os interesses de pesquisa de Rosenblatt eram excepcionalmente amplos. Em 1959, ele foi para o campus de Ithaca, em Cornell, como diretor do Programa de Pesquisa de Sistemas Cognitivos e professor no Departamento de Psicologia. Em 1966, ingressou na Seção de Neurobiologia e Comportamento da recém-formada Divisão de Ciências Biológicas, como professor associado. Também em 1966, ele ficou fascinado com a transferência de comportamento aprendido de ratos treinados para ratos ingênuos pela injeção de extratos cerebrais, um assunto sobre o qual ele publicaria extensivamente nos anos seguintes.
Em 1970, tornou-se representante de campo da Área de Pós-Graduação em Neurobiologia e Comportamento e, em 1971, dividiu a presidência interina da Seção de Neurobiologia e Comportamento. Frank Rosenblatt morreu em julho de 1971, em seu 43º aniversário, em um acidente de barco na Baía de Chesapeake. Ele foi elogiado no plenário da Câmara dos Representantes, entre outros, pelo ex-senador Eugene McCarthy.

## Interesses acadêmicos

### Perceptron
Rosenblatt é mais conhecido pelo Perceptron, um dispositivo eletrônico que foi construído de acordo com princípios biológicos e demonstrou capacidade de aprendizagem. Os perceptrons de Rosenblatt foram inicialmente simulados em um computador IBM 704 no Laboratório Aeronáutico Cornell em 1957. Quando um triângulo era colocado diante do olho do perceptron, ele captava a imagem e a transmitia ao longo de uma sucessão aleatória de linhas para as unidades de resposta, onde a imagem era registrada.

Perceptron

Ele desenvolveu e ampliou essa abordagem em vários artigos e em um livro chamado Princípios da Neurodinâmica: Perceptrons e a Teoria dos Mecanismos Cerebrais, publicado pela Spartan Books em 1962.  Ele recebeu reconhecimento internacional pelo Perceptron. O New York Times descreveu-o como uma revolução, com o título "Novo dispositivo da Marinha aprende fazendo", e o New Yorker admirou igualmente o avanço tecnológico.

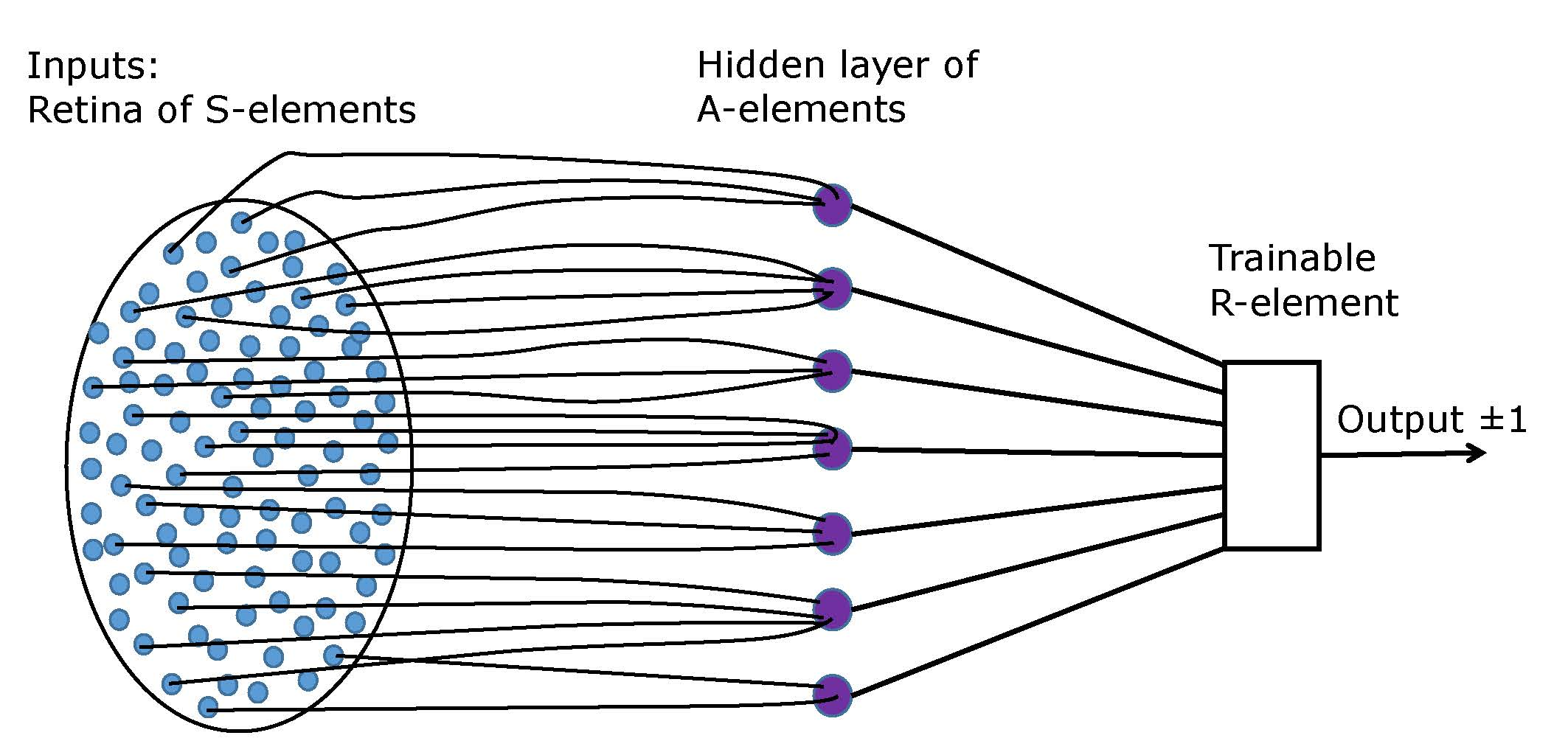
Um perceptron elementar de Rosenblatt. As unidades A são elementos de limite lineares com pesos de entrada fixos. A unidade R também é um elemento de limite linear, mas com capacidade de aprender de acordo com a regra de aprendizagem de Rosenblatt. Redesenhado em do livro original de Rosenblatt.

Rosenblatt provou quatro teoremas principais. O primeiro teorema afirma que perceptrons elementares podem resolver qualquer problema de classificação se não houver discrepâncias no conjunto de treinamento (e se houver um número suficiente de elementos A independentes). O quarto teorema afirma a convergência do algoritmo de aprendizagem se esta realização do perceptron elementar puder resolver o problema.
Pesquisas sobre dispositivos comparáveis também estavam sendo conduzidas em outros lugares, como o SRI, e muitos pesquisadores tinham grandes expectativas sobre o que poderiam fazer. A excitação inicial diminuiu, no entanto, quando Marvin Minsky e Seymour Papert publicaram o livro "Perceptrons" em 1969. Minsky e Papert consideraram perceptrons elementares com restrições nas entradas neurais: um número limitado de conexões ou um diâmetro relativamente pequeno de campos receptivos de unidades A. Eles provaram que, sob essas restrições, um perceptron elementar não pode resolver alguns problemas, como a conectividade de imagens de entrada ou a paridade de pixels nelas. Assim, Rosenblatt provou a onipotência dos perceptrons elementares irrestritos, enquanto Minsky e Papert demonstraram que as habilidades dos perceptrons com restrições são limitadas. Esses resultados não são contraditórios, mas o livro de Minsky e Papert foi amplamente (e erroneamente) citado como prova das fortes limitações dos perceptrons.
Depois que a pesquisa sobre redes neurais voltou à popularidade na década de 1980, novos pesquisadores começaram a estudar o trabalho de Rosenblatt novamente. Essa nova onda de estudos sobre redes neurais é interpretada por alguns pesquisadores como uma contradição das hipóteses apresentadas no livro Perceptrons e uma confirmação das expectativas de Rosenblatt.
O Mark I Perceptron, que é geralmente reconhecido como um precursor da inteligência artificial, atualmente reside na Smithsonian Institution em Washington DC. O Mark I foi capaz de aprender, reconhecer letras e resolver problemas bastante complexos.
Princípios da Neurodinâmica (1962)

O modelo de neurônio empregado é um descendente direto daquele originalmente proposto por McCulloch e Pitts. A abordagem filosófica básica foi fortemente influenciada pelas teorias de Hebb e Hayek e pelas descobertas experimentais de Lashley. A abordagem probabilística é compartilhada com teóricos como Ashby, Uttley, Minsky, MacKay e von Neumann.

Frank Rosenblatt, Princípios da Neurodinâmica, p. 5
O livro Princípios da Neurodinâmica: Perceptrons e a Teoria dos Mecanismos Cerebrais, escrito por Rosenblatt e publicado pela Spartan Books em 1962, resumiu seu trabalho sobre perceptrons na época.  O livro foi emitido anteriormente como um relatório não classificado nº 1196-G-8, em 15 de março de 1961, por meio do Centro de Informações Técnicas de Defesa.
O livro é dividido em quatro partes. O primeiro fornece uma revisão histórica de abordagens alternativas para modelagem cerebral, as considerações fisiológicas e psicológicas e as definições e conceitos básicos da abordagem do perceptron. O segundo abrange perceptrons acoplados em série de três camadas: os fundamentos matemáticos, os resultados de desempenho em experimentos psicológicos e uma variedade de variações de perceptrons. O terceiro aborda perceptrons multicamadas e cruzados, e o quarto, perceptrons retroacoplados e problemas para estudos futuros.
Rosenblatt usou o livro para ensinar um curso interdisciplinar intitulado "Teoria dos Mecanismos Cerebrais", que atraiu alunos das faculdades de Engenharia e Artes Liberais de Cornell.

### Experimentos com cérebro de ratos
Por volta do final da década de 1960, inspirado pelos experimentos de James V. McConnell com transferência de memória em planárias, Rosenblatt iniciou experimentos no Departamento de Entomologia de Cornell sobre a transferência de comportamento aprendido por meio de extratos de cérebro de ratos. Os ratos foram ensinados a realizar tarefas de discriminação, como labirinto em Y e caixa de Skinner com duas alavancas. Os seus cérebros foram então extraídos e os extratos e os seus anticorpos foram injectados em ratos não treinados que foram posteriormente testados em tarefas de discriminação para determinar se houve ou não transferência de comportamento dos ratos treinados para os não treinados.  Rosenblatt dedicou os seus últimos anos a este problema e demonstrou de forma convincente que os relatórios iniciais de efeitos maiores estavam errados e que qualquer transferência de memória era, no máximo, muito pequena.

## Outros interesses

### Astronomia
Rosenblatt também tinha um sério interesse em pesquisa em astronomia e propôs uma nova técnica para detectar a presença de satélites estelares. Ele construiu um observatório no topo de uma colina atrás de sua casa em Brooktondale, cerca de 6 milhas a leste de Ithaca. Quando a construção do observatório foi concluída, Rosenblatt iniciou um estudo intensivo sobre SETI com o intuito de detectar e buscar vida extraterrestre. Rosenblatt também estudou fotometria e desenvolveu uma técnica para "detectar sinais de laser de baixo nível contra um fundo relativamente intenso de luz não coerente".

### Política
Rosenblatt era muito ativo na política liberal. Trabalhou nas campanhas primárias de Eugene McCarthy para presidente em New Hampshire e Califórnia em 1968 e em uma série de atividades de protesto contra a  Guerra do Vietnã em Washington.

## Prêmio IEEE Frank Rosenblatt
O Instituto de Engenheiros Elétricos e Eletrônicos (IEEE), a maior associação profissional do mundo dedicada a promover a inovação tecnológica e a excelência em benefício da humanidade, apresenta anualmente o Prêmio IEEE Frank Rosenblatt .